# Lindackerite
La lindackerite è un minerale.